# Museo Abierto de Artes Visuales (San Gregorio de Polanco)
El Museo Abierto de Artes Visuales se encuentra en la ciudad de San Gregorio de Polanco a 140 km de la ciudad de Tacuarembó, Uruguay.

## Origen
El 10 de abril de 1993 se convirtió a este balneario en el primer Museo Abierto de Artes Visuales de Uruguay y de América, contando con la iniciativa de la Comisión de Amigos del Arte y la Cultura de San Gregorio, de la Junta Local, los vecinos de la zona y posteriormente con el apoyo de la Intendencia Departamental de Tacuarembó.
Una semana antes de la inauguración, se convocó en San Gregorio de Polanco a diversos artistas que registraron su arte en las paredes y calles de la ciudad. Para el día de la inauguración se contaba con más de 30 obras.
Entre los artistas más destacados que participaron en la creación del museo encontramos a Gustavo Alamón, Cléver Lara, Tomás Blezio, Luis Scarpa y Luis Muro.
Al conmemorarse 20 años de la inauguración del museo, en el mes de marzo del año 2013, se realizó una “Alfombra Integradora”, de 150 metros en la calle principal. Dicha obra se realizó para rendirle homenaje al artista Julio Uruguay Alpuy originario del balneario. 
Desde el año 1997 el museo fue declarado de Interés Nacional, y recibe a artistas nacionales e internacionales que al visitar el balneario dejan su huella artística.

## Obras
Los estilos y la temática es variada. Están asociados a la historia de la ciudad, a la historia de sus pobladores y a la del país en general ya que encontramos en diversos lugares pinturas sobre el artista internacional Carlos Gardel. 
A partir del año 1997, además de las pinturas se incorporaron esculturas.